# Tanavelle
Tanavelle é uma comuna francesa na região administrativa de Auvérnia-Ródano-Alpes, no departamento de Cantal. Estende-se por uma área de 13,69 km². Em 2010 a comuna tinha 236 habitantes (densidade: 17,2 hab./km²).